# Trichoniscus pusillus
Trichoniscus pusillus là một loài chân đều trong họ Trichoniscidae. Loài này được Brandt miêu tả khoa học năm 1833.

## Hình ảnh

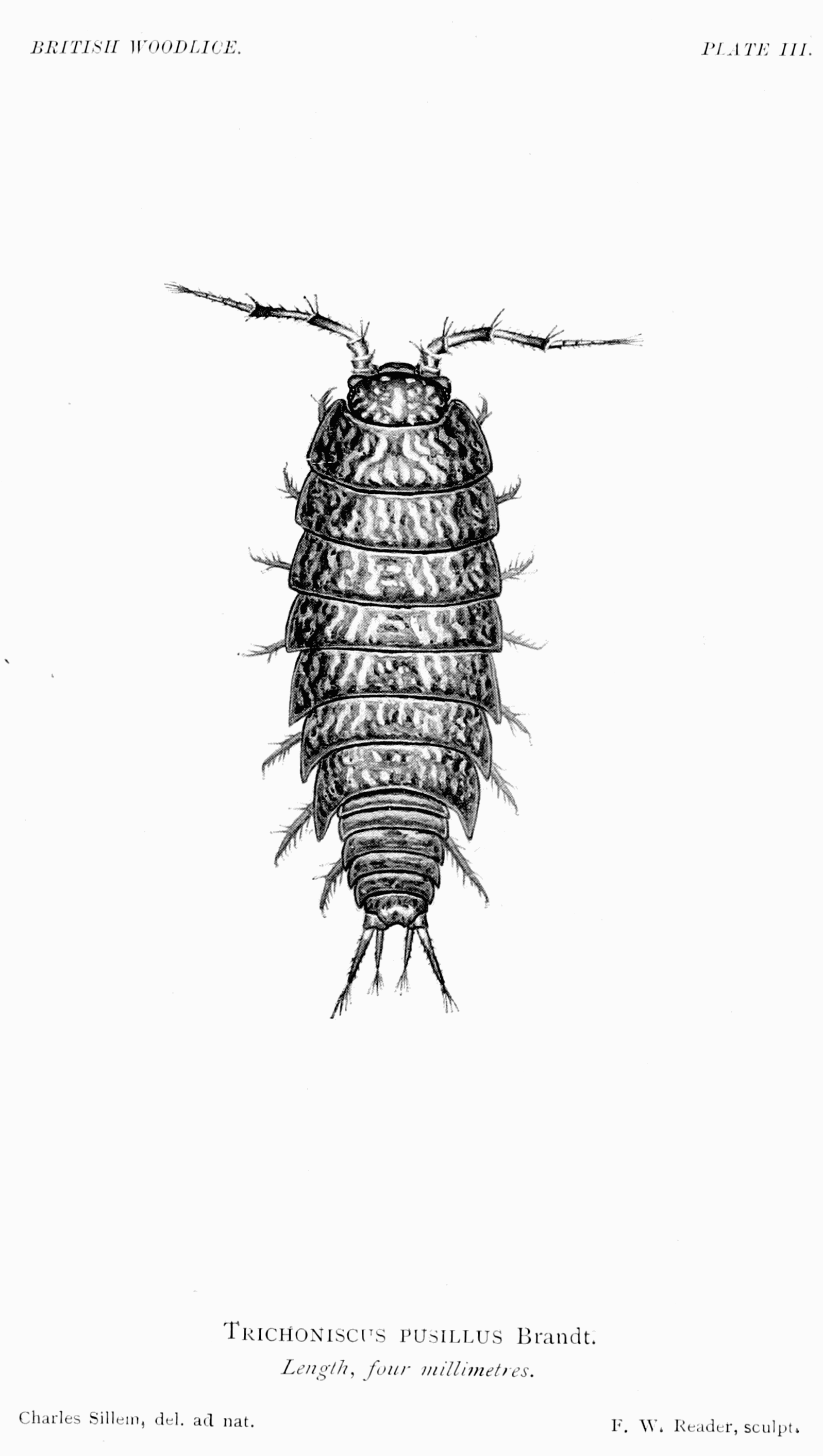